# Bongheat
Bongheat ist eine französische Gemeinde mit 452 Einwohnern (Stand: 1. Januar 2022) im Département Puy-de-Dôme in der Region Auvergne-Rhône-Alpes (vor 2016 Auvergne). Bongheat gehört zum Arrondissement Clermont-Ferrand und zum Kanton Billom.

## Lage
Bongheat liegt etwa 27 Kilometer ostsüdöstlich von Clermont-Ferrand in der Limagne. Umgeben wird Bongheat von den Nachbargemeinden Neuville im Norden und Nordosten, Trézioux im Osten, Estandeuil im Südosten, Fayet-le-Château im Süden und Südwesten, Égliseneuve-près-Billom im Westen sowie Glaine-Montaigut im Nordwesten.

## Weblinks

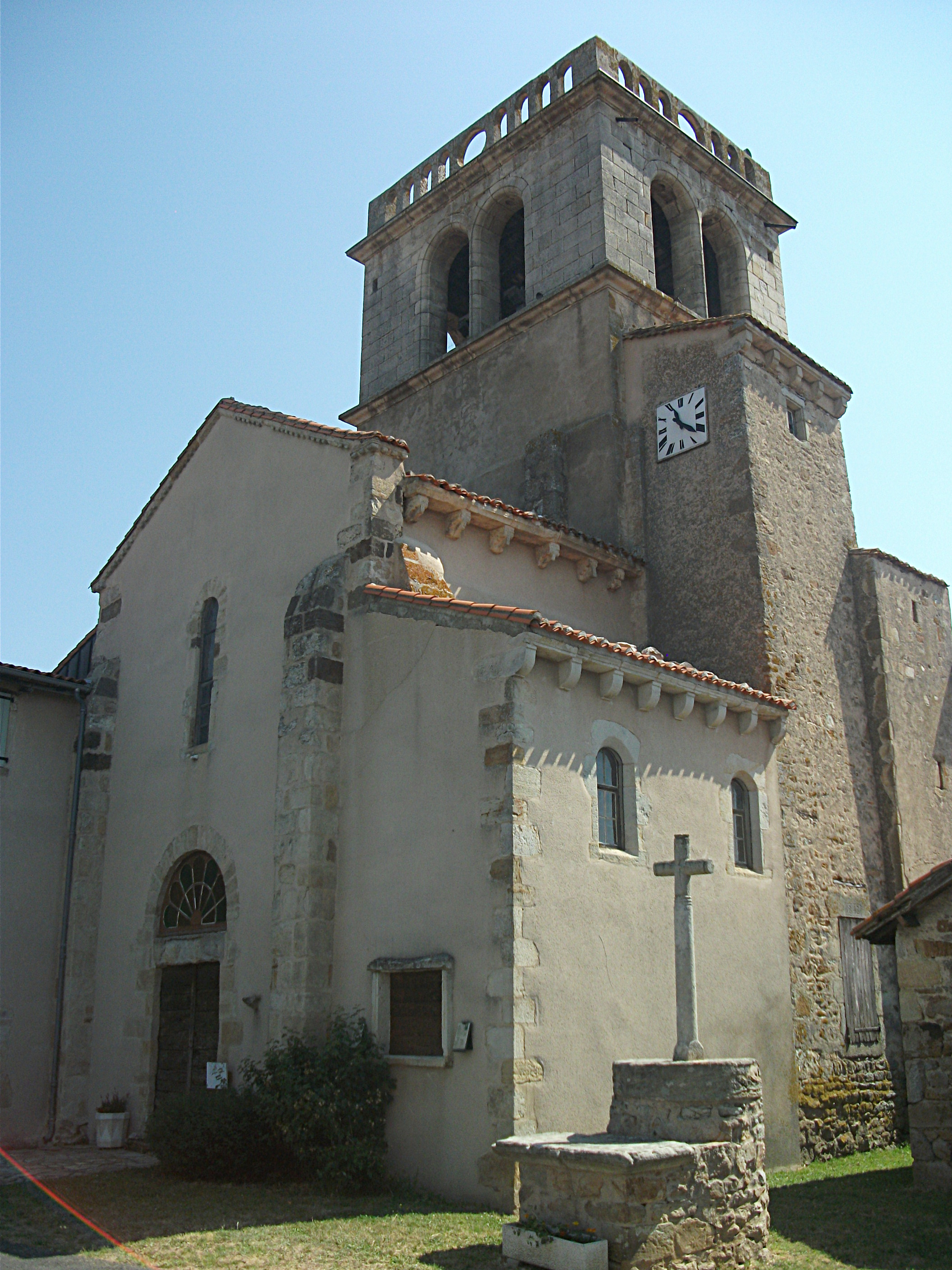
Kirche

## Bevölkerungsentwicklung
| Jahr                       | 1962 | 1968 | 1975 | 1982 | 1990 | 1999 | 2006 | 2013 |
| Einwohner                  | 250  | 239  | 198  | 205  | 221  | 241  | 320  | 436  |
| Quellen: Cassini und INSEE |      |      |      |      |      |      |      |      |

## Sehenswürdigkeiten
- Kirche